# Bisdom La Rochelle
Het bisdom La Rochelle (Latijn: Dioecesis Rupellensis-Santonensis; Frans: Diocèse de La Rochelle et Saintes) is een Frans bisdom met bisschopszetel in La Rochelle, gesticht in 1648. De grenzen van het bisdom vallen samen met de grenzen van het departement Charente-Maritime. De zetelkerk is sinds 1784 de kathedraal Sint-Lodewijk van La Rochelle. 
Het was paus Innocentius X die op 2 mei 1648 per pauselijke bulle de zetel van het bisdom van Maillezais waar kathedraal en abdij gelegen waren, naar La Rochelle transfereerde.
Sinds 1852 draagt de bisschop van La Rochelle ook de titel van bisschop van Saintes.
Het bisdom is sinds 2002 suffragaan aan het aartsbisdom Poitiers. Van 1648 tot 2002 was het suffragaan aan het aartsbisdom Bordeaux. Sinds 9 maart 2016 is de bisschop Georges Colomb.
Poitiers (aartsbisdom) · Angoulême · La Rochelle · Limoges · Tulle